# Sicherheitsschrank

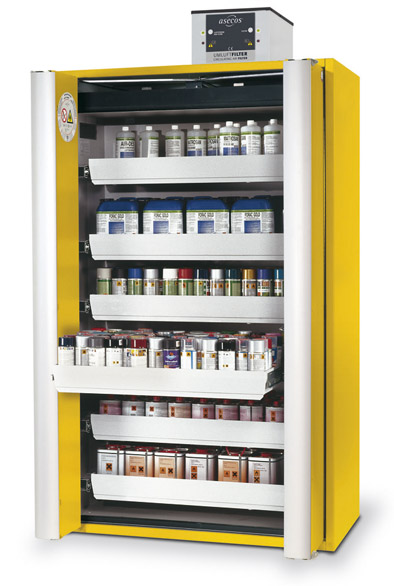
Sicherheitsschrank mit Umluftfilteraufsatz für Gefahrstoffe

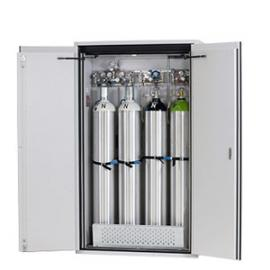
Sicherheitsschrank für Druckgasflaschen

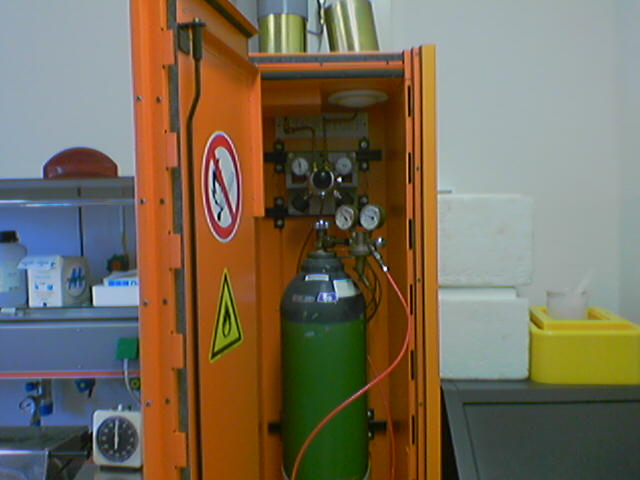
Schrank für Gasflaschen

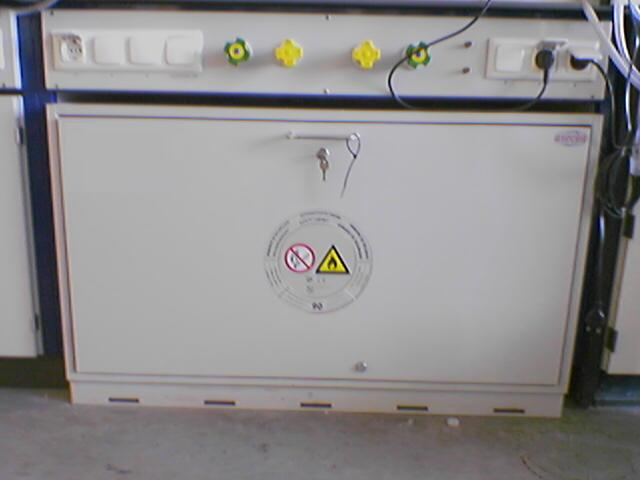
Unterbauschrank für Gefahrstoffe

Ein Sicherheitsschrank dient zur sicheren Aufbewahrung von brennbaren Chemikalien oder Druckgasflaschen. Er soll verhindern, dass die im Schrank gelagerten Stoffe im Falle eines Brandes die Brandausbreitung fördern oder zu einer Explosionen führen. Die Einsatzbereiche und Nutzer sind vielfältig: Industrie, Labor, Handwerk, Universitäten, Krankenhäuser, öffentliche Organisationen, die mit Gefahrstoffen arbeiten, Sicherheitsingenieure, Sicherheitsbeauftragte etc.

## Aufbau
Die Konstruktion und Prüfung von Sicherheitsschränken sind in den Europäischen Normen EN 14470-1 (Schränke zur Aufbewahrung brennbarer Flüssigkeiten) und EN 14470-2 (Schränke zur Lagerung und Entleerung von Druckgasflaschen) geregelt.
Sicherheitsschränke bestehen in der Regel aus den Komponenten Innenkorpus (Holz oder Metall), Brandschutzisolierung, Zu- und Abluftventile mit Schmelzsicherung, Zwangsschließmechanismen für die Türen im Brandfall (nicht bei Gasflaschenschränken), Brandschutzdichtungen an den Türen und optional einem Erdungsanschluss.
In Sicherheitsschränken für brennbare Stoffe sind meist Lagerböden oder Vollauszüge vorhanden, auf denen die Chemikalien gelagert werden. Zur Verhinderung gefährlicher Leckagen sind Sicherheitsschränke mit Bodenauffangwannen ausgestattet.
Sicherheitsschränke für Druckgasflaschen sind für die Aufnahme von Druckgasflaschen vorgesehen. Zur Entnahme der Gase werden an vorgegebenen Stellen Durchführungen in die Schränke gebohrt, durch die dann metallische Rohrleitungen verlegt werden. Diese Rohrdurchführungen sind brandschutztechnisch zu versiegeln. An vielen Druckgasflaschenschränken gibt es "Rampen", die in die Tür eingelegt oder ausgeklappt werden können, damit beim Bestücken des Schrankes die Brandschutzdichtungen nicht beschädigt werden.
Im Handel sind Modelle in verschiedenen Breiten, Höhen und Feuerwiderstandsklassen und mit unterschiedlichen Tür- und Schließsystemen erhältlich:
- Breiten (in cm): 60, 90, 120, 140
- Höhen: Hochschränke oder Unterbauschränke in verschiedenen Höhen erhältlich
- Feuerwiderstandsklassen: F15, F30, F60, F90 bzw. G15, G30, G60, G90 Schutz vor Feuer (in Minuten)
- Tür- und Schließsysteme: Falt- und Flügeltüren auch mit sensorgesteuerter und vollautomatisierter Türöffnung/-schließung erhältlich.

## Betrieb
Ein Anschluss von Sicherheitsschränken an eine permanent wirkende Abluftanlage wird empfohlen. Ist ein Sicherheitsschrank nicht an eine technische Abluftanlage angeschlossen, so ist ein gewisser Bereich vor und um den Schrank als explosiongefährdeter Bereich der Zone 2 anzusehen. Ist der Sicherheitsschrank an eine 24 Stunden wirksame technische Ablufteinrichtung angeschlossen, so beschränkt sich der explosionsgefährdete Bereich auf das Innere des Schranks. Um Beschädigungen des Schrankes durch Korrosion zu verhindern dürfen in diesem Typ Schrank keine Säuren und Laugen untergebracht werden, dazu gibt es besondere, korrosionsfeste Schränke (siehe dazu: TRbF Anhang L: Lagereinrichtungen in Arbeitsräumen (Sicherheitsschränke) / Punkte 4.1 und 4.2 sowie BGR 104 2.2.8).
Sollte der Anschluss an eine Abluftanlage bauseits nicht möglich sein, können Lösemittel-, Sicherheitsschränke mit einem Umluftfilteraufsatz technisch entlüftet werden. Die Geräte filtern die Abluft des Schranks durch einen Aktivkohlefilter und geben die gereinigte Luft an den Arbeitsraum zurück.

## Funktion
Im Falle eines Brandes werden ab einer Umgebungstemperatur von ca. 50 °C zunächst ausgezogene Schubladenauszüge eingezogen, danach schließen sich die Türen des Sicherheitsschranks. Diese Vorgänge werden meist über Bimetall-Auslöser oder Schmelzlote gesteuert. Ab einer Umgebungstemperatur von ca. 160 °C schäumen die Brandschutzdichtungen auf und versiegeln somit die Fugen an den Türen. Ab ca. 70 °C schließen sich die Brandschutzventile in den Zu- und Abluftöffnungen. Dadurch ist der Schrank hermetisch abgeschlossen.
Für zusätzliche Sicherheit sorgen Sicherheitsschränke mit automatischer Türschließung. Nach einem definierten Zeitintervall schließen die Schränke selbsttätig und minimieren somit die Gefahr von austretenden Gefahrstoffdämpfen.
Bei Sicherheitsschränken für Druckgasflaschen gibt es in der Regel keine automatische Türschließung, da die Türen dieser Schränke im Betrieb grundsätzlich geschlossen sein sollen.

## Leistung
Gemäß der Feuerwiderstandsdauer verhindert der Sicherheitsschrank eine Erwärmung des Lagergutes. Für die angegebene Zeit wird der Temperaturanstieg im Schrankinneren begrenzt. Bei Druckgasflaschenschränken beträgt die zulässige Erwärmung 50 Grad ({\displaystyle \Delta \vartheta \leq 50} K). Bei Brennbaren Flüssigkeiten und Feststoffen beträgt dieser Wert 180 K. Geprüft wird dies in Brandkammern für Wandprüfungen mit der ETK (EinheitsTemperaturzeitKurve).

## Prüfung
Nach §§3 und 10 Betriebssicherheitsverordnung sowie nach DIN EN 14470 sind Sicherheitsschränke regelmäßig durch eine befähigte Person zu Prüfen.
Prüfumfang:
- Zustand der Brandschutzventile
- Zustand der Brandschutzisolierung
- Zustand der Brandschutzdichtungen
- Zustand der Scharniere
- Funktionsfähigkeit der Türschließung
- Funktion der Türverriegelung
- Zustand des Korpus (Korrosion)
- Einhaltung der Ex-Bereiche
- Messung des Abluftvolumenstromes (bei technischer Ablüftung)

## Stand der Technik
Heutzutage unterscheidet man bei der Lagerung von brennbaren Flüssigkeiten im Sicherheitsschrank zwischen der passiven Lagerung (geschlossene Gebinde) und der aktiven Lagerung (offene Gebinde bzw. Umfüllvorgänge im Schrank).
Bei aktiven Sicherheitsschränken sind nach Stand der Technik zusätzliche Vorsichtsmaßnahmen vorgesehen, z. B. eine obligatorische Belüftung bzw. eine elektrisch leitfähige Pulverbeschichtung aller metallischen Schrankkomponenten.
Die ersten Sicherheitsschränke hatten (in den 1970er Jahren) Feuerwiderstandsdauern von lediglich 20 Minuten. Durch die Verwendung calcinierender Werkstoffe (anstatt der bis dato üblichen Isolierung aus Steinwolle) konnte die Feuerwiderstandsdauer auf 90 Minuten ausgedehnt werden.
Gleichzeitig wurde es möglich, die Wanddicke (insbesondere die Türstärke) drastisch zu reduzieren. Damit wurde es erstmals möglich, statt der gängigen Drehtüren auch Falttüren zu verwenden.